# خوليو سيزار كروز
خوليو سيزار كروز (بالإسبانية: Julio Cruz)‏ (23 نوفمبر 1995 بميناتيتلان في المكسيك - ) هو لاعب كرة قدم مكسيكي في مركز الهجوم. لعب مع نادي مونتيري وBelén F.C. ‏ ونادي هيريديانو وC.F. Monterrey Premier ‏.

## وصلات خارجية
- خوليو سيزار كروز على موقع قاعدة بيانات كرة القدم.إي يو (الإنجليزية)
- خوليو سيزار كروز على موقع Soccerway.com (الإنجليزية)
- خوليو سيزار كروز على موقع AS.com (الإسبانية)